# Xanca d'Urrao
La xanca d'Urrao (Grallaria urraoensis) és una espècie d'ocell de la família dels gral·làrids (Grallariidae).

## Hàbitat i distribució
Habita el terra de la selva pluvial del nord-oest de Colòmbia.